# Элигий
Святой Элигий  (лат. Eligius, фр. Éloi, Eloy, Loye) — святой Римско-Католической Церкви, епископ Нуайона (641—660).
Святой патрон золотых и серебряных дел мастеров: «златокузнецов», чеканщиков, нумизматов и коллекционеров монет. Именем Святого Элигия называли ремесленные гильдии во всех городах Западной Европы: в Италии, Германии, Франции, Нидерландах, Австрии, Чехии.
День памяти в Католической Церкви — 1 декабря.
Имя Элигия носит награда Германского нумизматического общества (нем. Eligiuspreis).

## Биография
Элигий родился в бедной семье. В юношеском возрасте обучался ювелирному делу у Аббона Лиможского. Согласно агиографическим источникам Элигий изготовил для франкского короля Хлотаря II две ювелирные работы, после чего Хлотарь II назначил его королевским ювелиром и мастером монетного двора. При Дагоберте I Элигий был казначеем королевского двора. Кроме этого он исполнял дипломатические функции при отношениях между франками и бретонцами. Будучи королевским ювелиром, Элигий уделял немалое время благотворительной деятельности, финансировал постройку католических церквей, больниц.
После смерти Дагоберта I Элигий был избран епископом городов Нуайон (ок. 641) и Турне, став здесь преемником скончавшегося святого Акария. 13 мая 641 года Элигий был рукоположен в сан епископа. В своей пастырской деятельности занимался проповеднической деятельностью среди местных язычников, основывал монастыри и строил церкви.
Элигий умер 1 декабря 660 года. В 667 году мощи Элигия были помещены в кафедральном соборе Нуайона его преемником святым Момеленом.

## В искусстве
Часто встречается на картинах художников болонской школы, будучи покровителем их города.
Одет либо как епископ, либо как чеканщик (в шапочке, с кожаным передником). Атрибуты — орудия труда ювелира: молоток, щипцы, наковальня, мехи. Если произведение заказано гильдиями, патроном которых он был, может быть изображен гравирующим чашу или преподносящим королю золотую раку.
Могут изображаться эпизоды жития:
- чтобы подковать брыкающуюся лошадь, которой овладел дьявол, он отрезал её ногу (так было удобнее ковать), а потом чудесным образом «прирастил» её обратно.
- побеждающий Сатану — держит его за нос щипцами.

В кино
- Дагобер / Le bon roi Dagobert (Франция, Италия; 1984) режиссёр Дино Ризи, в роли святого Элигия — Мишель Лонсдаль.